# 카레지의 메디치 빌라

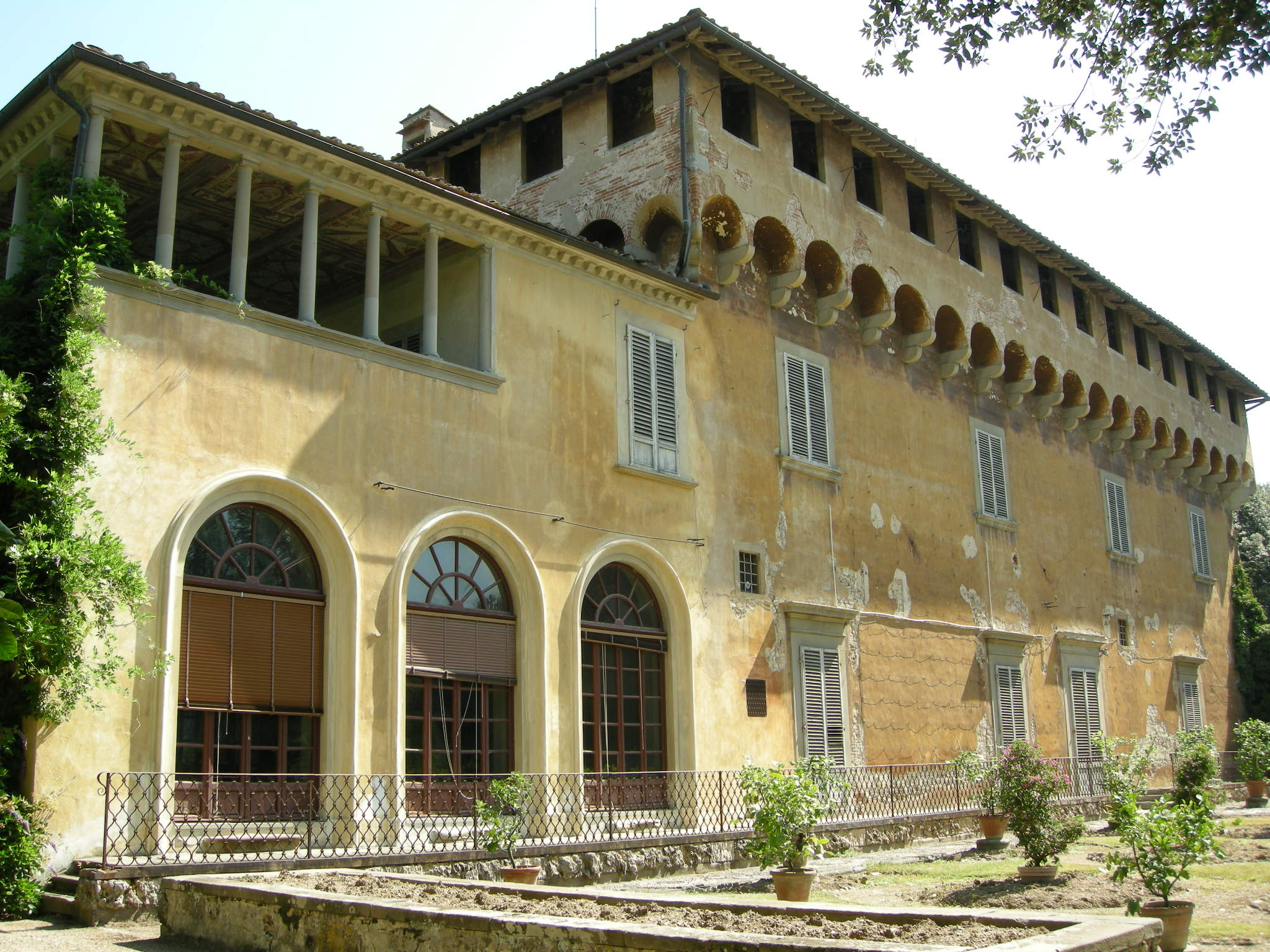
카레지의 메디치 빌라.

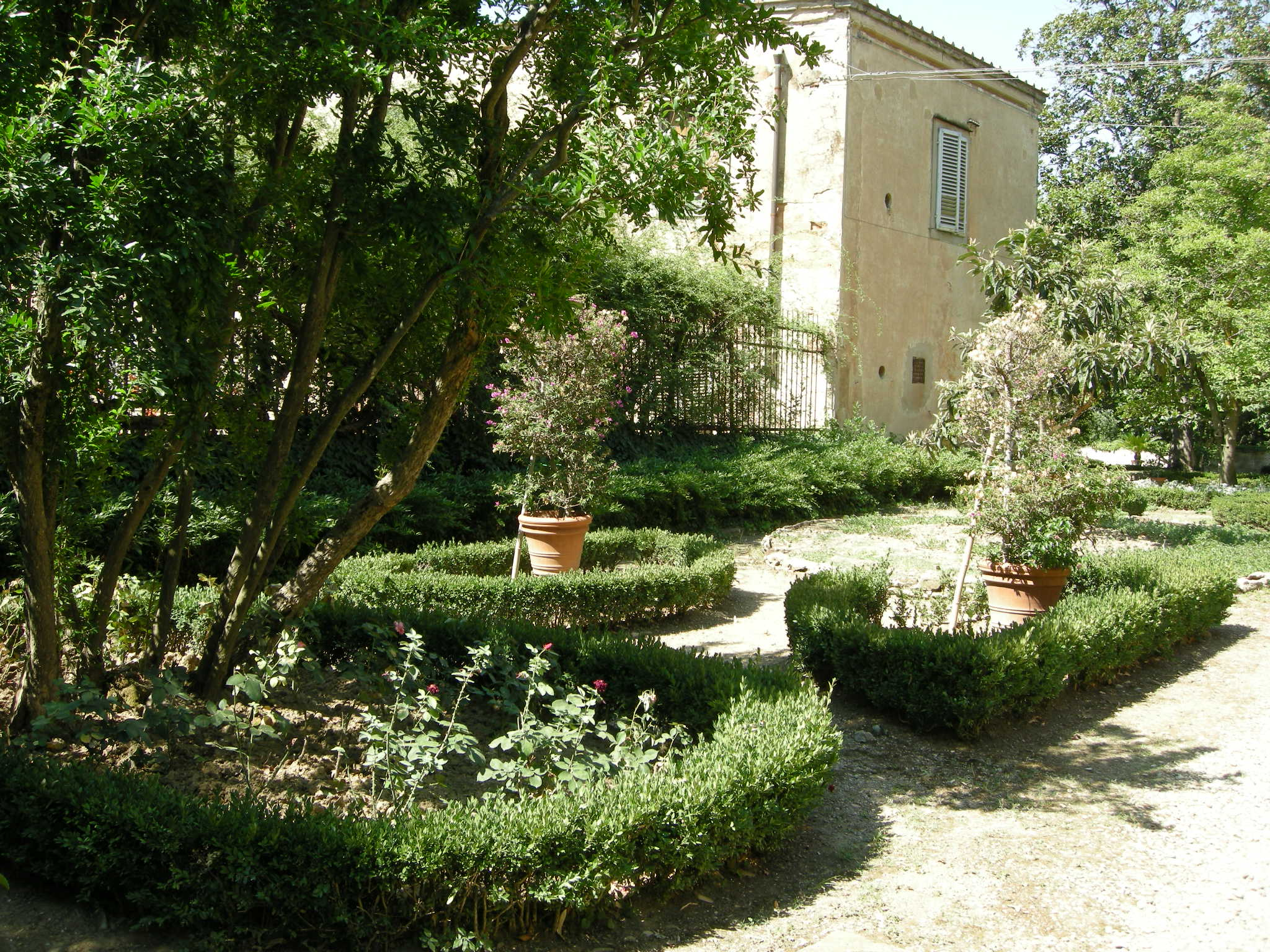
정원.

카레지의 메디치 빌라(이탈리아어: Villa medicea di Careggi 빌라 메디체아 디 카레지[*])는 이탈리아 중부 토스카나 지역의 피렌체 인근 언덕에 위치한 귀족 빌라이다.

## 역사
이 빌라는 1464년 이 빌라에서 사망한 코시모 데 메디치가 대표적으로 플라톤 아카데미의 장소로 쓰던 메디치 빌라들 중에 초기에 세워진 것이다. 피렌체의 귀족 가문들의 대부분 빌라들처럼, 카레지의 메디치 빌라는 가문의 자급 자족을 도와주는 작업 농장이었다. 다른 곳에서처럼 이곳의 코시모가 고용한 건축가는 미켈로초로, 성의 특징으로 이 빌라를 개조시켰다. 이곳의 유명한 정원은 중세 정원 같이 벽으로 둘러싸여, 미켈로초가 조심스럽게 개방한 빌라의 구조를 가진 고층의 로자가 내려다보고 있다. 미켈로초의 피에솔레의 메디치 빌라는 외관상 르네상스의 특징을 지니고 있다.
이곳은 1417년에 구입되었다. 조반니 디 비치가 사망하면서, 코시모 일 베키오는 로자로 둘러싸인 중앙 안뜰 주변의 인기많은 빌라 개조에 착수했다. 그의 손자 로렌초는 테라스식 정원과 차양을 확장했다.
1499년 이 빌라에서 사망한 마르실리오 피치노는 아카데미의 중요 일원이였다. 1492년 이 빌라에서 로렌초 데 메디치가 사망한 후, 대략 1615년까지 한동안 무관심에 놓이다가, 추기경 카를로 데 메디치 (Carlo de' Medici)가 내부 리모델링 계획과 정원을 유지하기 위한 대규모 계획에 착수했다.
빌라는 1779년 빈첸초 오르시 (Vicenzo Orsi)가 메디치 가문의 상속자인 로렌 가문으로부터 구입했다. 오르시 후계자들은 1848년에 잉글랜드인 프랜시스 슬론 (Francis Sloane)에게 팔았다: 슬론은 수목원 느낌을 주기 위해 레바논시다, 히말라야삼나무, 캘리포니아 세쿼이아, 지중해 동부의 알부투스와 야자수등의 외래종 식물들을 심었다. 오늘날 빌라는 토스카나주 정부의 재산에 속해있다.
현재 복원 과정에 있으며 적어도 2020년까지 대중들에게 공개되지 않는다.

## 참고 문헌
- 빌라 메디체아 카레지